# Vargasommar
Vargasommar är en svensk kriminal- och thrillerserie. Serien bygger på Hans Rosenfeldts roman med samma namn från 2020. Serien är regisserad av Jesper Ganslandt och Oskar Söderlund. Serien hade premiär på TV4 den 25 december 2024.

## Handling
Serien kretsar kring polisen Hannah Wester och utspelar sig i Haparanda där en varg hittas med rester av en människa i magen. Den avlidne verkar ha överlevt en blodig gänguppgörelse i Finland. Hur och varför hamnade han i skogen vid Haparanda?

## Rollista (i urval)
- Eva Melander - Hannah Wester
- Hannes Fohlin - Gordon
- Eliot Sumner - Kat
- Amed Bozan - Kenneth
- Nora Bredefeldt - Sandra
- Henrik Dorsin - Thomas
- Eero Milonoff - Sami
- Olle Sarri - Greger
- Jesper Sjölander - Johnny
- Otto Nyholm - Nicke
- Lykke Fransson - Elin
- Arbi Alviati